# کیک حلقه‌ای طرح‌دار
کیک حلقه‌ای طرح‌دار (به انگلیسی: Bundt cake)  نوعی کیک است که با قالب‌های ویژه‌ای به نام قالب حلقه‌ای طرح‌دار پخته می‌شود.

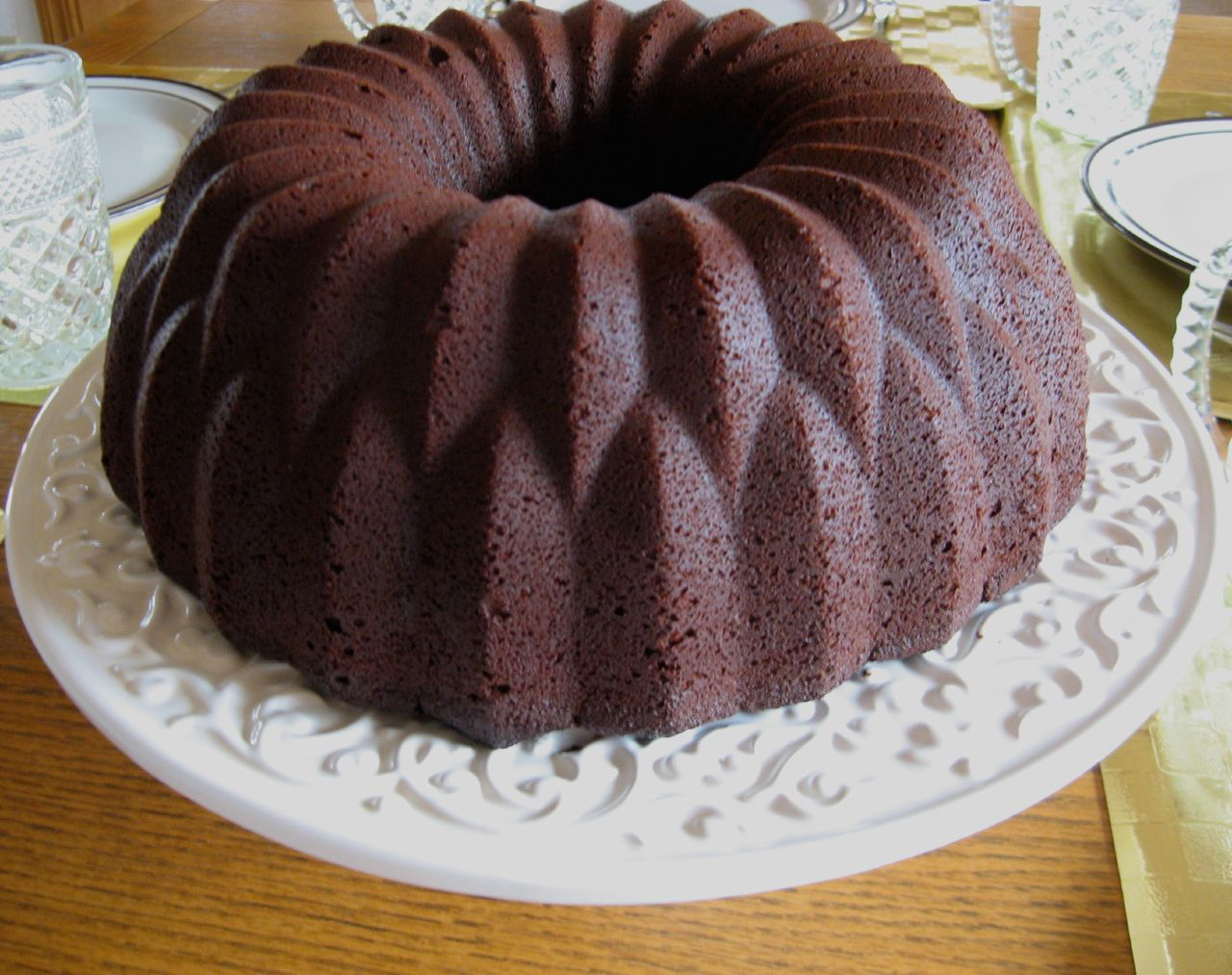
کیک شکلاتی به شکل حلقه‌ای طرح‌دار
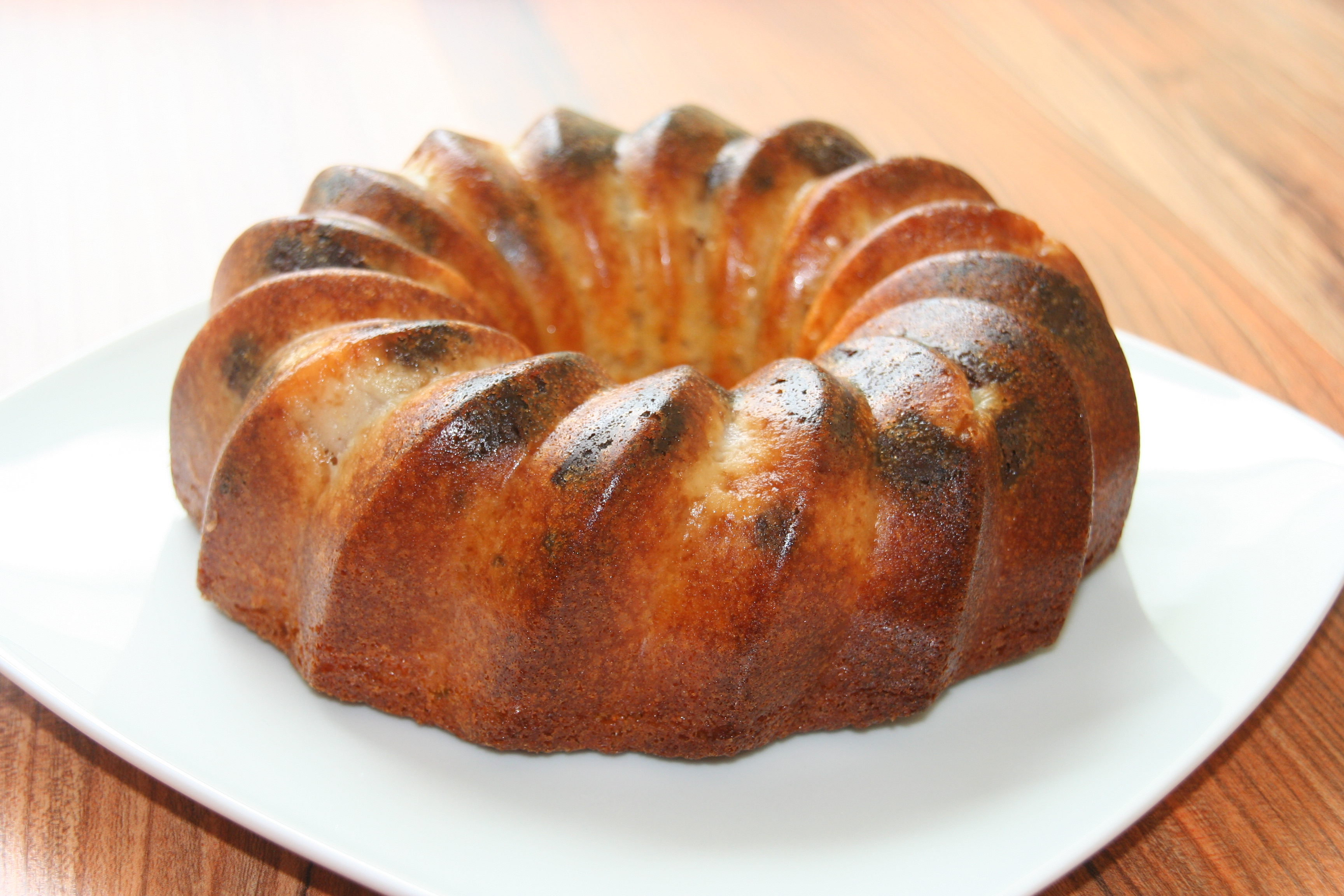
قالب کیک حلقه‌ای طرح‌دار
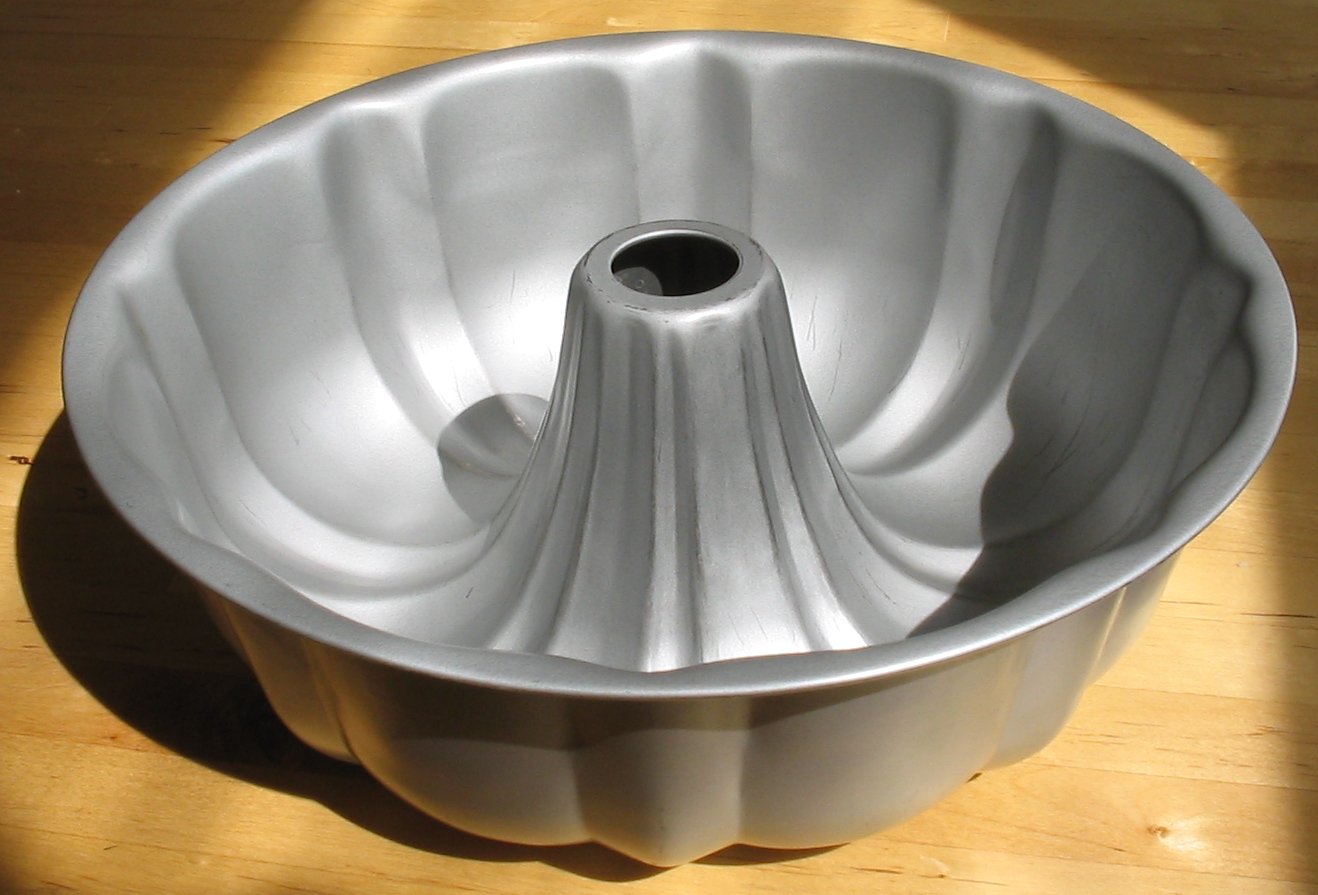
قالب کیک حلقه‌ای طرح‌دار